# Binodoxys eutrichosiphi
Binodoxys eutrichosiphi är en stekelart som först beskrevs av Jaroslav Stary 1975.  Binodoxys eutrichosiphi ingår i släktet Binodoxys och familjen bracksteklar. Inga underarter finns listade.